# Outlawz
Outlawz (известны также как Outlaw Immortalz) — американская рэп-группа из Лос Анджелеса, основанная Тупаком Шакуром в конце 1995 года после его выхода из тюрьмы. Стали известными после выпуска клипа на песню «Hit 'Em Up».

## Начало
Сначала Outlawz были известны, как Dramacydal. Как считают многие, Dramacydal появились на альбоме Тупака «Me Against the World» 1995 года, но не многие знают, что, первое появление Dramacydal произошло на сингле «I Get Around», с альбома «Strictly 4 My N.I.G.G.A.Z.» на треке под название «Flex». Только затем, Dramacydal появились на альбоме «Me Against the World» в песнях «Me Against the World» и «Outlaw». Состав 1993—1995 гг.:
- Mutha — позже стал Napoleon
- K-Dogg — позже стал Kastro
- Young Hollywood (Yak) — позже стал Yaki Kadafi
- Big Mal — позже стал E.D.I.

## Outlawz
Когда Тупак был выпущен из тюрьмы (это было в 1995-м году; именно тогда Dramacydal поменяли название группы на Outlawz), он подписал Outlawz на Death Row Records, также присоединился к группе (Outlaw Immortalz) сводный брат Тупака Mopreme и Big Syke из первой группы Тупака «Thug Life». Позже присоединился  (к Outlawz) Брюс Вашингтон (Hussein Fatal), и вместе сформировали оригинальный набор команды, которая дебютировала на мульти-платиновом альбоме Тупака «All Eyez on Me».

В 2010 году группа воссоединяется с Hussein Fatal для записи последнего совместного альбома Perfect Timing, выпустив цифровые альбомы Killuminati 2K10 и Killuminati 2K11 для поддержки последнего альбома.

## Дискография
| Студийные альбомы - Still I Rise (1999) - Ride wit Us or Collide wit Us (2000) - Novakane (2001) - Neva Surrenda: The Rap A Lot Session (2002) - Outlaw 4 Life: 2005 A.P. (2005) - Against All Oddz (2005) - We Want In: The Street LP (2008) - Perfect Timing (2011) - Living Legendz (2016) - #LastOnezLeft (2017) | Цифровые альбомы - Retribution: The Lost Album (2006) - Can't Sell Dope Forever (c Dead Prez) (2006) - The Lost Songs Volume One (2010) - The Lost Songs Volume Two (2010) - The Lost Songs Volume Three (2010) - Killuminati 2K10 (2010) - Killuminati 2K11 (2011) |